# Kostel svatého Martina (Tlumačov)
Kostel svatého Martina se nachází v obci Tlumačov (Zlínsko) a od roku 1958 je kulturní památkou. První písemná zmínka o něm pochází z konce 14. století. Je ale pravděpodobné, že je starší. V roce 1659 byl zasvěcen sv. Martinovi z Tours a ze Sabarie.  Jedná se o kulturní památku.

## Historie

### Polovina 13. století – Vznik kostela
Vznik kostela sv. Martina v Tlumačově můžeme zařadit do doby panování Václava I. tzn. v průběhu let 1230–1253, a to díky stavebnímu průzkumu nejstarší dochované části kostela – presbyteria a jeho freskové výzdoby. 

### 14. a 15. století – Kostel jako opevněný areál
Kostel se objevuje v písemných záznamech poprvé roku 1373. Není známé, komu byl původně zasvěcen. V 15. století se skupina moravských šlechticů, mezi nimi i páni Lacek z Kravař a Petr Strážnický z Kravař přikláněli k husitství. Do svých kostelů uváděli husitské kněze. V roce 1419 se tedy i tlumačovská fara stává husitskou.
Ve 14. a 15. století byl kostel spojen s funkcí opevněného areálu tlumačovského feudála. Jižně od kostela byla Záštitou z Tlumačova přistavěna první čtyřhranná věžovitá tvrz, která byla během 15. století rozšířena o jižní a východní křídla a obranné zdi.

### 16. století – Ztráta obranné funkce
Mezi léty 1495–1527 ztrácí stavba svou původní obrannou funkci, tvrz je snížena a je přistavěno nové palácové křídlo. Sklepní prostor je zasypán, ale dodnes zde můžeme vidět zazděný vchod. Objekt se mění na panský dům.
Roku 1585 staví Šimon Vlach z Kroměříže na západní straně kostela renesanční věž, později spolu s kostelem barokně upravenou. Zároveň s věží se mění i stavba kostela. Zeď, kde se kostel a věž dotýkají, je zesílena. Na severní straně presbytáře byla znovu postavena sakristie, zvětšena okna a pod presbytářem vznikla krypta s vchodem před triumfálním obloukem.
Západní zeď u cesty byla kvůli přístavbě věže zbourána a posunuta blíže k cestě. Hlavní vchod do kostela byl přesunut do věže a ozdoben renesančním pískovcovým portálem s rostlinným reliéfem. Přistavěny byly také schody a panská empora.

### 17. století – Zánik tlumačovské fary
Faru až do počátku 17. století vedla Jednota bratrská. Během třicetileté války v letech 1620–1621 byl Tlumačov spolu s farou, kostelem a kryptou vydrancován polskými vojáky a fara zaniká.
Roku 1659 byl kostel zasvěcen sv. Martinovi z Tours a ze Sabarie.
V roce 1691 propukl v kostele požár, v letech 1695–1713 byl pak opraven. Proběhlo zastřešení schodiště na věž a byl ulit zvon sv. Martina.

### 18. století – Obnova a oprava
Roku 1755 byla tlumačovská fara obnovena a kostel prošel v letech 1755–1759 velkou opravou. K sakristii bylo připojeno zádveří, vchod do krypt se zúžil a v samotné kryptě přibyl podpěrný pilíř.
Roku 1776 zde byly nainstalovány věžní hodiny.

### 19. – 21. století
V roce 1802 požár zničil střechu fary i kostela včetně věžičky nad presbytářem se zvonem „umíráčkem“, která už nebyla obnovena. Instalace varhan a obrazů bočních oltářů proběhla roku 1852. V roce 1862 přivezl farář Steiniger ostatky sv. Martina z Tour, které byly uloženy do oltáře a dnes se nacházejí na tlumačovské faře. Při opravě kostela v roce 1967–1968 byly odstraněny okenní šambrány v presbytáři i lodi. V roce 2017 prošel kostel rekonstrukcí venkovní fasády.

## Exteriér
Tlumačovský kostel sv. Martina je jednolodní stavbou se čtvercovým presbytářem orientovaným na východ. K severní straně presbytáře je připojena sakristie. Na západní straně lodi ke kostelu přiléhá mírně lichoběžníková věž se schodištěm na jižní straně.
Střecha lodi je sedlová, střecha presbytáře polovalbová a věž je završena střechou stanovou. Fasáda kostela je bílá a hnědočerveným polychromním nátěrem doplněna o iluzivní prvky bosáží, paspart kolem oken a soklu. Lemují ji plastické římsy.
Zdi věže dosahují výšky 18 m, půdorys v přízemí je přibližně 7,5 x 7-7,5 m. Věž je členěna římsami na čtyři podlaží. První je valeně klenuté, tři zbývající mají stropy ploché. Nejvyšší patro je na všechny čtyři strany otevřené velkými zvukovými otvory – dvojitými okny s lomeným obloukem a motivem trojlistu. Rámující vkleslá plocha je ukončena segmentově. V prvním a druhém patře jsou na západní straně umístěna malá čtvercová okna, na sever a jih pak směřují pouze zazděné výklenky. Pod korunou věže se nachází kruhové hodinové ciferníky, přerušující ve své délce nejvýše položenou římsu. Ze západní strany do kostela vstupujeme renesančním kamenným portálem, završeným profilovanou římsou a motivy růžic v kruhových polích. Žebříkovým schodištěm se dostaneme k novodobému hodinovému stroji ve druhém patře, i ke třem zvonům v patře třetím.  
Loď má mírně nepravidelný obdélníkový půdorys s rozměry 12,3 x 9,8-10 m, se zdmi širokými 1,2 m. Podélné strany jsou lemovány korunními římsami a prolomeny dvojicí segmentově klenutých oken. Na severní straně je loď doplněna o podélný otvor vstupu. Jihozápadní nároží podepírá mohutný pilíř.  
Presbytář kostela má půdorys 7 x 5,8 m a na východní a jižní straně je doplněn dvěma okny s půlkruhovými záklenky.  Přiléhající sakristie je valeně klenutá se styčnými výsečemi a má dvě menší segmentovaná okna s mřížemi. Je k ní ze západní strany přisazena předsíň.

## Interiér
Přes předsíň věže vcházíme do chrámové lodi s plochým stropem. Na západní straně je lemována panskou tribunou, emporou s varhany. Podklenutí tvoří valená klenba, pročleněná trojící styčných výsečí. Hrany jsou vytaženy do hřebínků. Emporu podepírají dva mohutné pilíře s profilovanými hlavicemi a lemuje ji zděné zábradlí s eliptickými průřezy, ve středu přerušené varhany. Na emporu se vystupuje po západních schodech. Ve východní části lodi je patrný obdélníkový vstup do krypty.
Presbyterium je od hlavní lodi odděleno triumfálním obloukem. Je křížově klenuté s hranolovými žebry, okosenými hranami a hladkým kulatým středovým svorníkem. Žebra jsou zakončena jehlancovými konzolami. Na jižní straně se dochovaly části románského okna a také portál s charakteristickým románským prvkem tvaru bobulek. Nachází se zde také torza nástěnných fresek.
Fresky jsou namalovány v pozdně románském stylu – postavy mají splývavé drapérie s ostrými lomy látky, jejich gesta jsou zdůrazněná, tváře mají byzantské rysy, bohatě upravené vlasy a typickou perličkovou svatozář. Námětem se stal Kristus na trůně, který žehná a má otevřenou knihu, Panna Marie jako Královna nebes („Regina Coeli“) a Panna nejmoudřejší („Virgo Sapientissima“), také držící knihu. Dále jsou zde zobrazeni evangelisté. Barevnost fresek se pohybuje mezi okrovou, červenou, světle žlutou, oranžovou, bílou a hnědou.

## Půdorys objektu

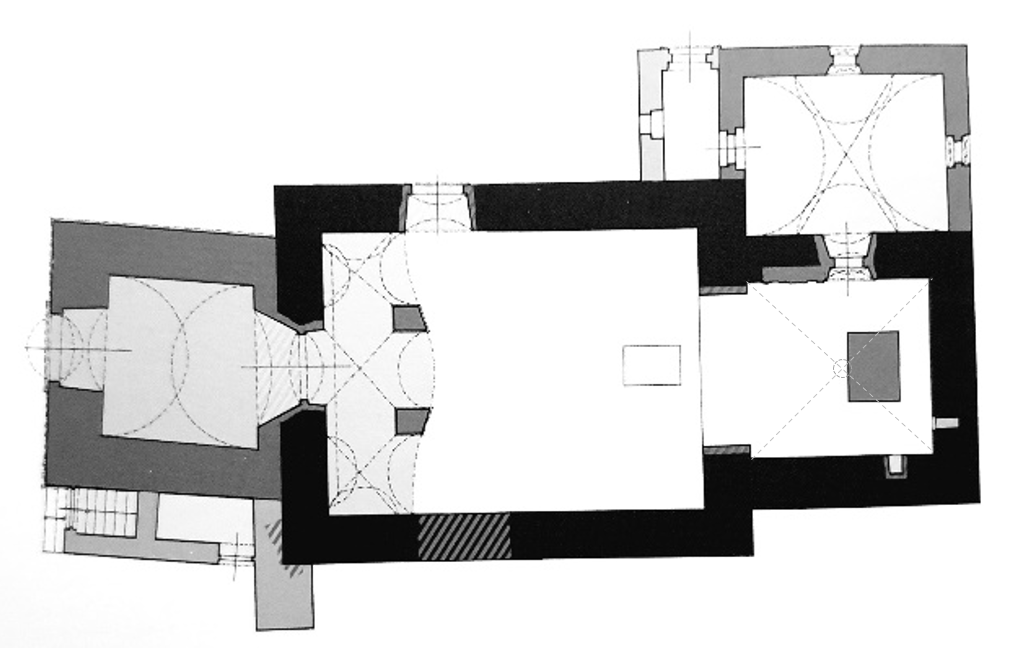
Půdorys kostela sv. Martina

## Popis zařízení v interiéru objektu
Ve východní části presbytáře se nachází mohutná zděná menza s dřevěným barokním svatostánkem.
Na severní straně vedle vstupu do sakristie je do zdi vsazen rozměrný náhrobek Rudolfa purkrabího z Donína, lemován dvěma pilastry a rostlinnými motivy. Na něm je zpodobněn voják životní velikosti.
Na barokním obraze hlavního oltáře je zachycen sv. Martin dělící se se žebrákem o svůj plášť. Autor je neznámý, kompozice však dynamická, světelně zručně modelovaná s perspektivní zkratkou. Obraz v současné době prochází restaurátorským zákrokem.

## Zajímavosti
Kostel byl postaven podle přesných římských měr a vychází z kánonu středověké sakrální architektury. Jeho rozměry odpovídají soustavě kružnic, které určují velikost lodě a presbytáře v symbolickém poměru 5:2 a 4:3. Tyto proporce nejen vymezují architektonickou kompozici, ale také odkazují na křesťanský koncept stvoření světa za 7 dní.
Historické prameny nedokládají, komu byl kostel původně zasvěcen. Na žádost tlumačovských občanů proběhlo roku 1659 zasvěcení sv. Martinovi z Tours a ze Sabarie. Nejistý je také církevní původ kostela, na což poukazuje záznam z tlumačovské žádosti z roku 1659: „Ačkoliv od 70. let, co se pamatovat může, v témž chrámu Páně evangelické náboženství skrze praedikanty (protože vrchnost téhož náboženství byla) se vykonávalo, však znamení, totiž obrazy Panny Marie, sv. Petra a sv. Jana, jakkoliv již zatřeny jsou, znamení kostela katolického bývalého ukazují.“ 
Prvním pohřbeným v kostelní kryptě byl 29. srpna 1610 Rudolf purkrabí z Donína. Během třicetileté války v letech 1620–1621 jeho cínovou rakev vyplenilo císařské polské vojsko a jeho ostatky byly vyhozeny na dlažbu krypty. Jeho náhrobek je dodnes ve stávajícím kostele. 

## Fotogalerie

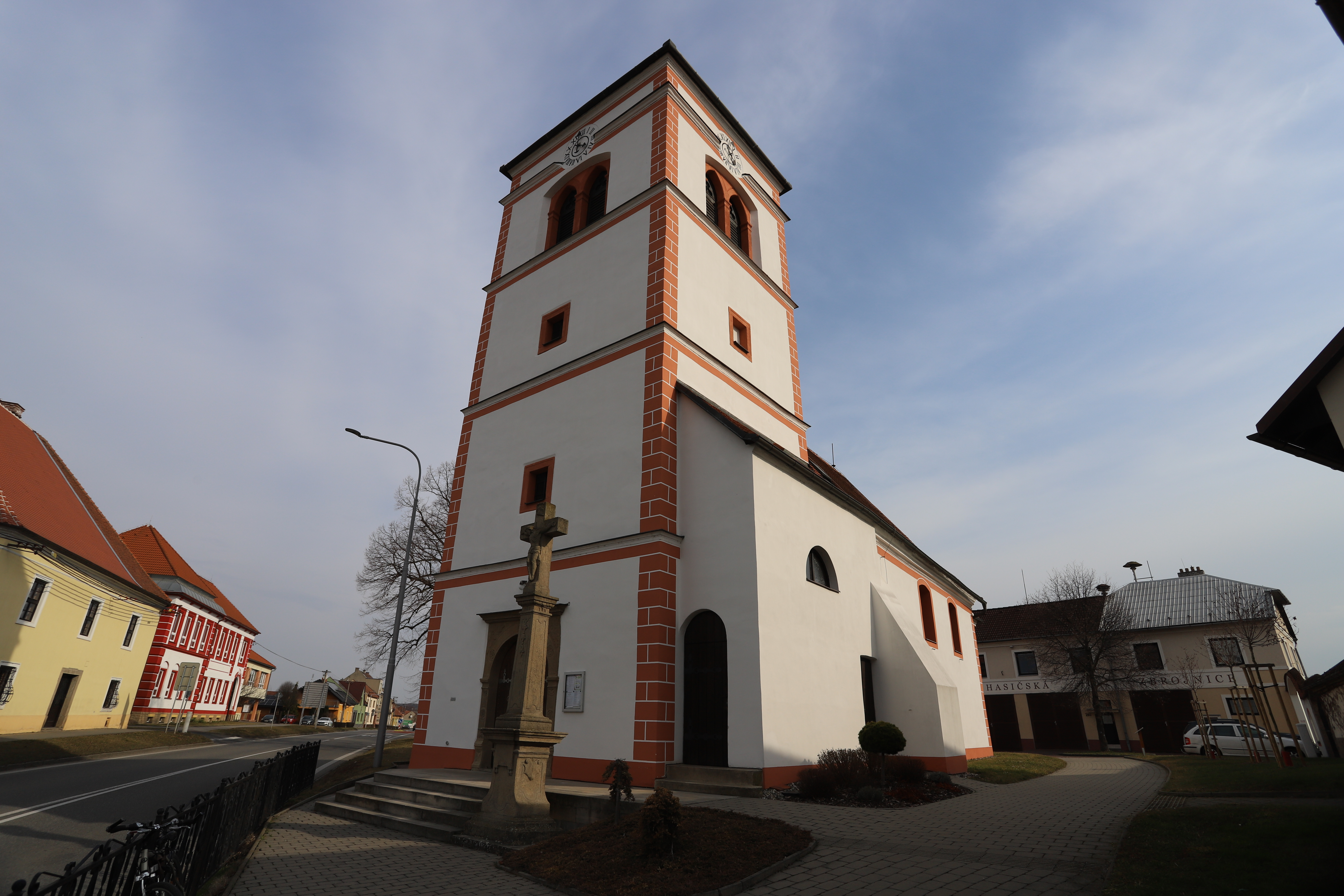
Západní pohled na věž
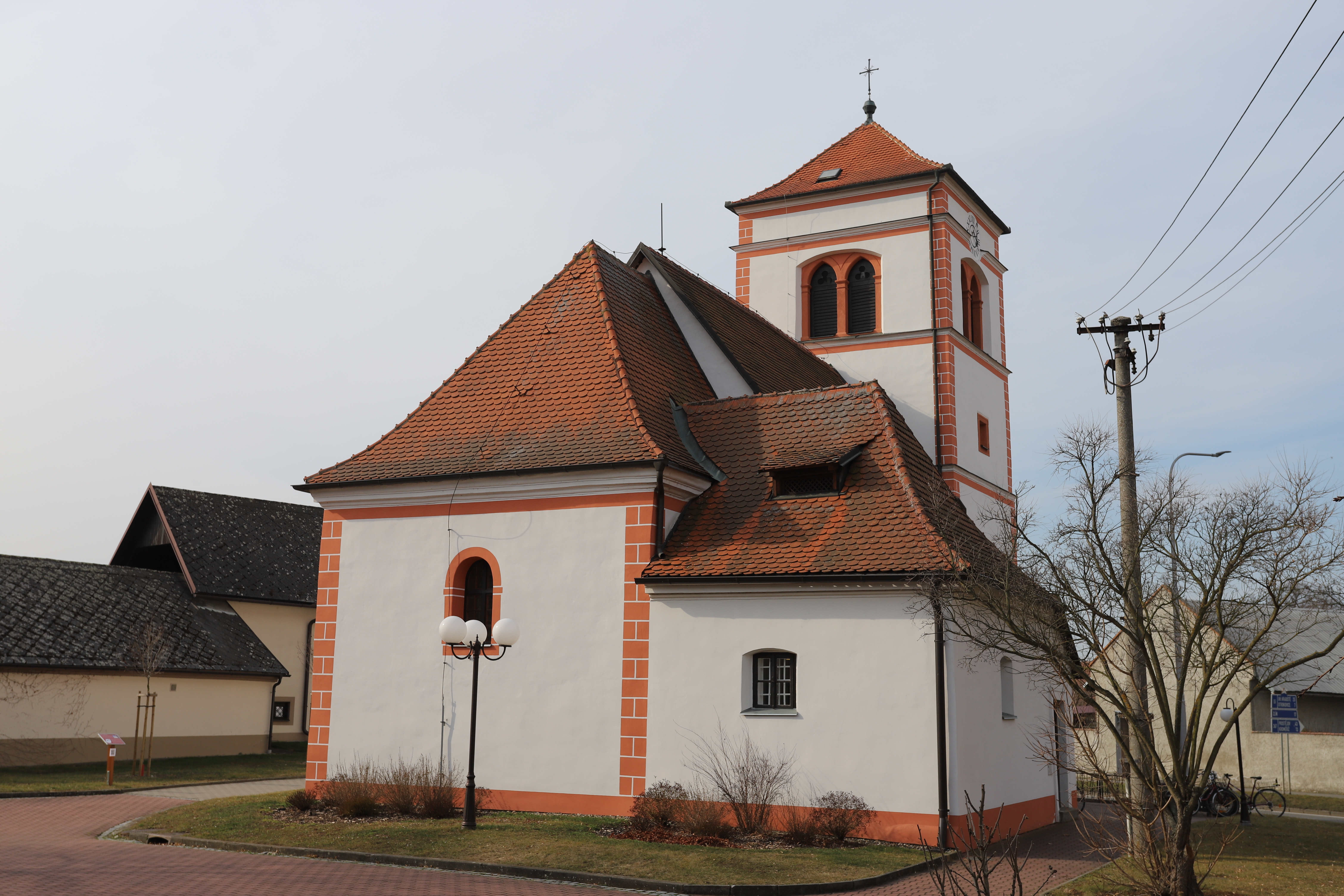
Východní pohled se sakristií a presbyteriem
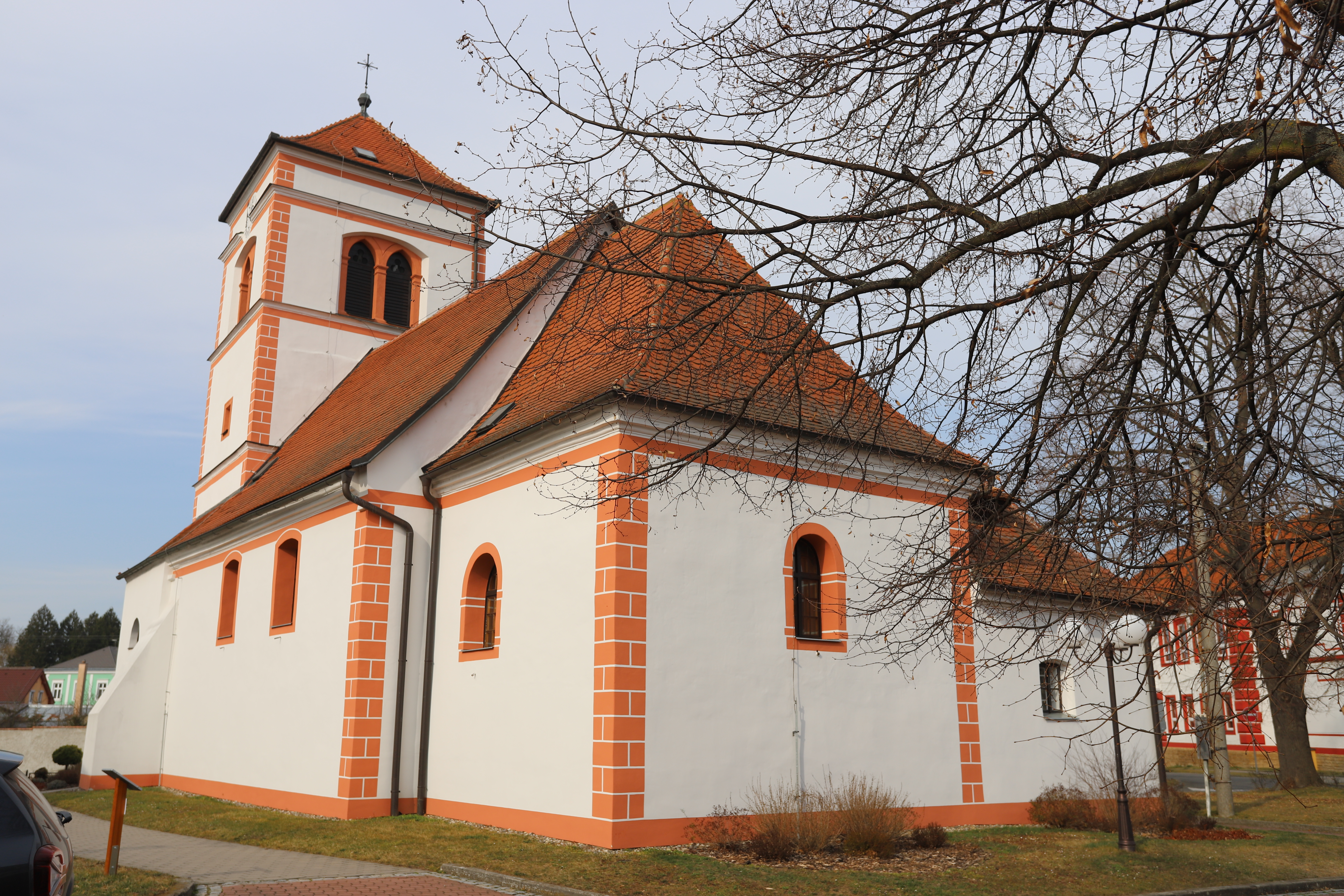
Pohled na presbyterium
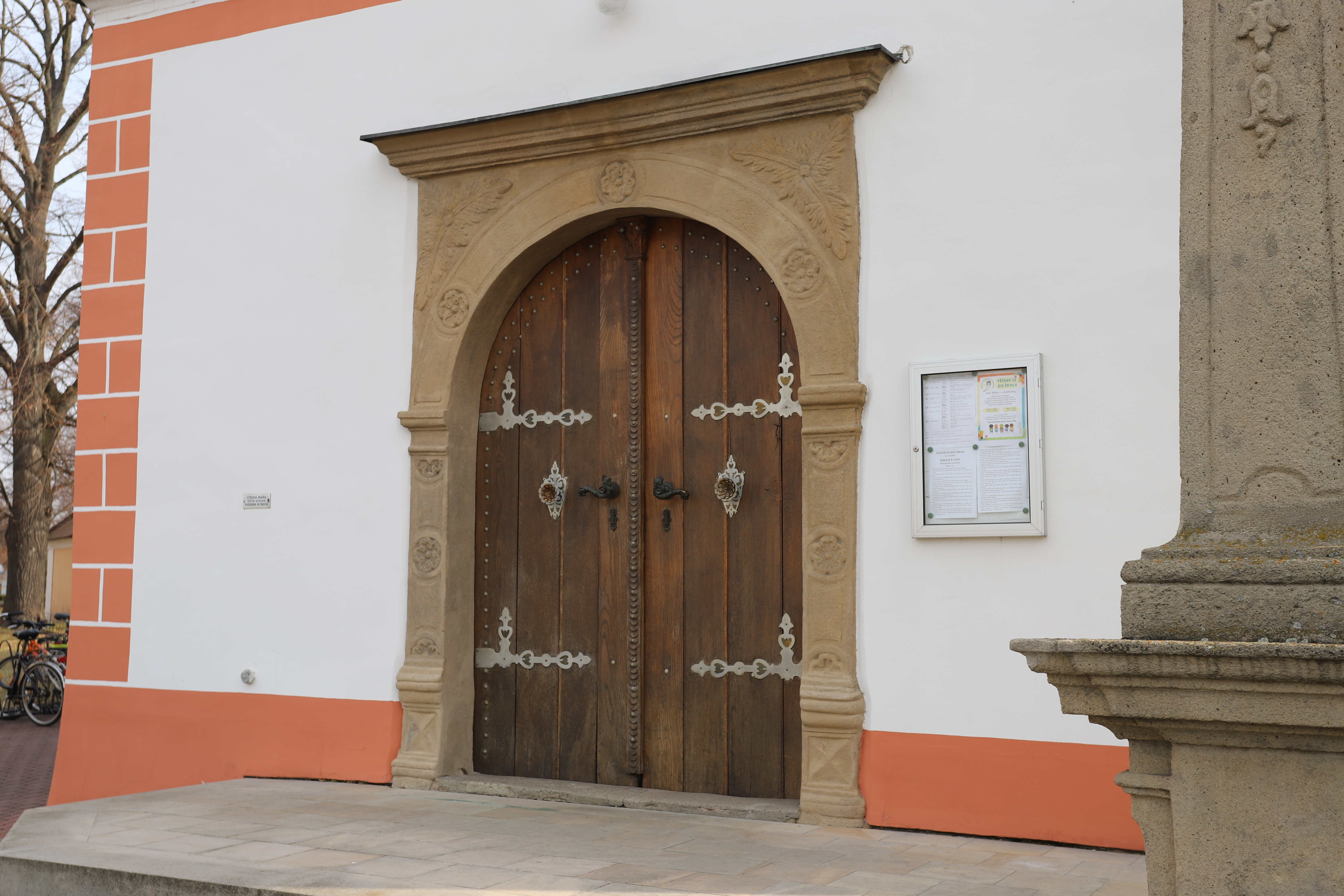
Detail vstupního portálu
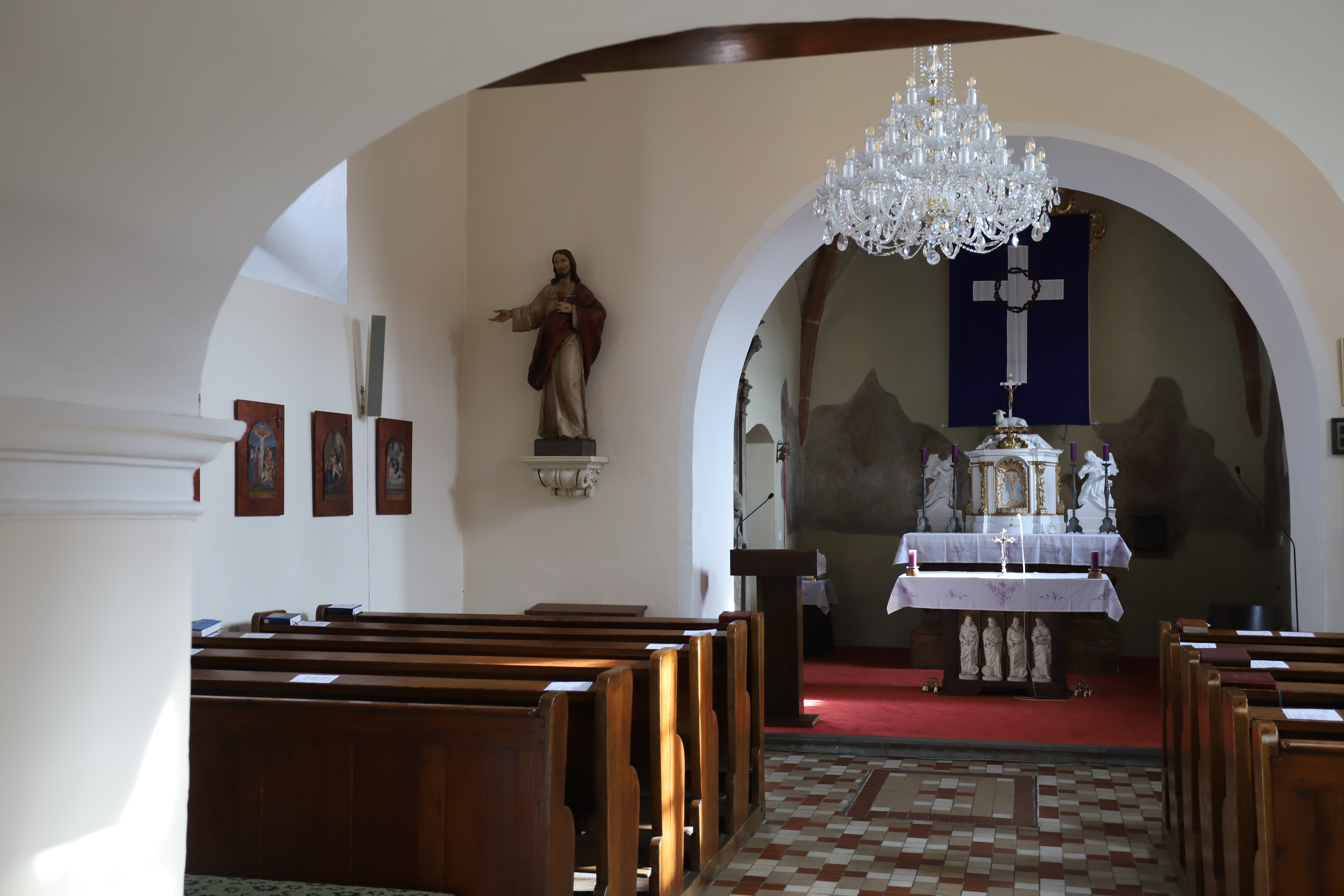
Interiér kostela
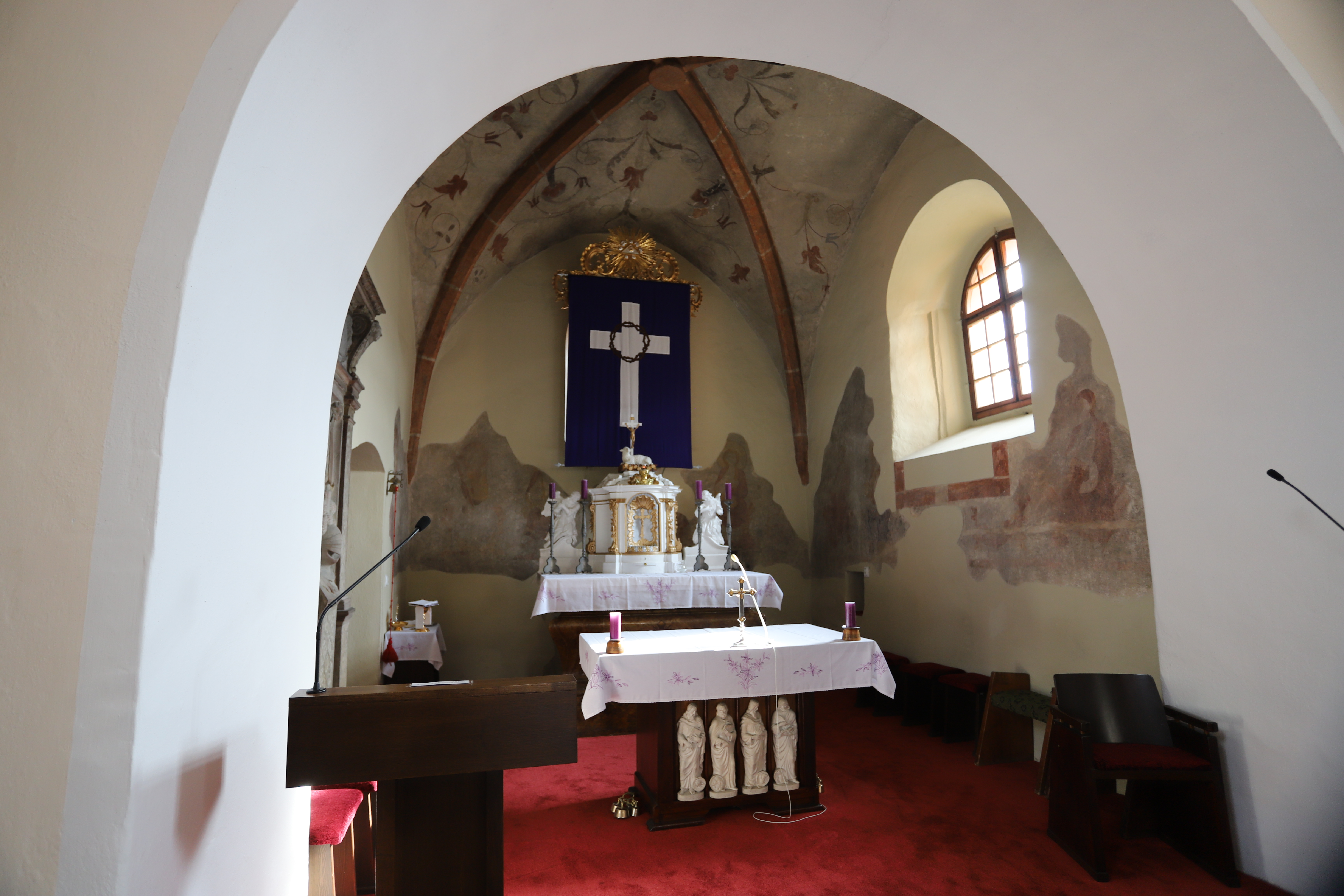
Presbyterium
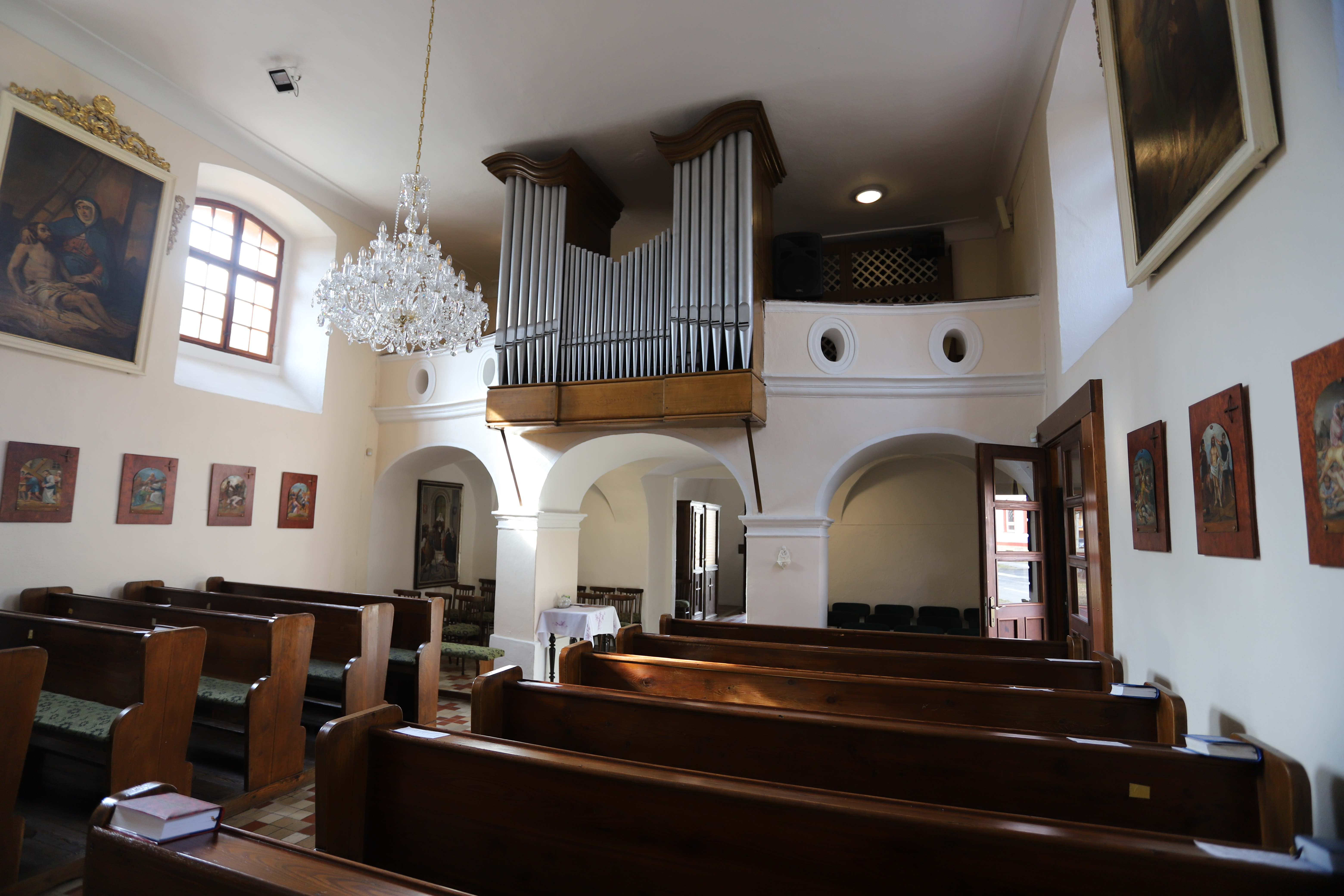
Interiér kostela s emporou a varhany